# 岡本美登
岡本 美登（おかもと よしのり、1955年2月16日 - ）は、日本の俳優、スーツアクター。ジャパンアクションエンタープライズ所属。愛媛県出身。

## 人物
趣味はギター、特技は乗馬。
主に東映特撮作品に登場するヒーロー、怪人のスーツアクターとして活躍している。アクションとは無縁のテレビドラマで脇役を演じていることも多く、スタントマンやスーツアクターの同業者の中では顔出しの俳優としての経験が比較的多い。そのため、自身で演じたキャラクターの声を担当することも珍しくなく、『超獣戦隊ライブマン』のように俳優としてレギュラー出演したこともある。
東映では『忍風戦隊ハリケンジャー』でサタラクラのスーツアクターを務めた甲斐将馬などスーツアクターをゲストないしセリフありの役で登場させる方針から、岡本はほぼ毎年スーパー戦隊シリーズに登場している。声に特徴があることから、俳優・スーツアクター・声優を一度に兼任することが多い。配役の特徴として、右手を前に出す仕草をすべての役で用いている。

### 来歴
『キイハンター』を見たことから千葉真一に憧れ、高校卒業後にジャパンアクションクラブ（現JAE）に入団（4期生）。デビュー作は二子玉川園での『科学忍者隊ガッチャマン』ショーのギャラクター兵士役。映像作品は『ザ・ボディーガード』で初参加。最初にスーツアクターとして撮影に参加したのは『アクマイザー3』で、ザビタン役の高橋利道のスケジュールが合わない際に代役を担当し、後番組の『超神ビビューン』においても春田純一の代役としてビビューンを演じる。岡本は「自分がヒーロー役を演じられたのは当時のJACのメンバー中で高橋、春田に次ぐ長身だったから」と述べている。
当時売り出し中の若手アクション・アイドルスターの高木淳也主演の『魔拳!カンフーチェン』の続編『激闘!カンフーチェン』で、主人公の恋人の兄であり準主役である叶拳児を演じていた。以後、素面での活動が増え、スーパー戦隊シリーズでは4作品連続で敵レギュラーを演じた。
2009年に東京ドームシティのシアターGロッソがオープンして以降は、同所のスーパー戦隊ショーでの声の出演が活動の中心となっている。2011年の『海賊戦隊ゴーカイジャー』ショーでは『電撃戦隊チェンジマン』のブーバ役でサプライズ出演した。
2013年の『非公認戦隊アキバレンジャー シーズン痛』第8話は、岡本を紹介する内容となっており、岡本自身も本人役で出演している。

### エピソード
- 『電撃戦隊チェンジマン』でブーバが倒される第52話の撮影を終えた日の夜、自動車事故に遭い、頭蓋骨骨折と脳挫傷の重傷を負う[2]。俳優としての仕事を半年も休業するほどだったが、奇跡的に回復した本人は「ブーバが身代わりになってくれたんだろう」と語っている。なお、退院直後のアフレコにもスタジオに出向いて参加している[1][2]。岡本は「万全の状態でアフレコできなかったのは惜しかった」と述べており、それをらのことも含めて一番思い出深い役に挙げている[1]。
- 山田稔監督について「職人肌の人で、口少なく最低限のことしか話さない人でしたが、そこがまた頼りになる印象でした」と語っている。[要出典]岡本は山田の最後の監督作品となった『ライブマン』第11話「頭脳獣を噛んだ男」に出演しているが、それが山田の引退作であったことについても記憶していた[2]。

## 出演

### テレビドラマ
- ザ・ボディガード（1974年、NETテレビ） - 警官 役[注釈 1]
- 大江戸捜査網 （1974年 - 1979年、東京12チャンネル）
- 桃太郎侍 第154回（1979年、NTV） - スリ
- 大激闘マッドポリス'80（1980年、NTV） - マフィア[注釈 2]
- 特命刑事（1980年、NTV）
- 柳生あばれ旅 第9、10話（1980年、ANB）
- 噂の刑事トミーとマツ 第59話（1979年 - 1982年、TBS） - 内田 他
- 走れ!熱血刑事 第26話（1981年、ANB） - ヤク買付け人
- ザ・ハングマン 第23、46話（1981年、ABC）
- 秘密のデカちゃん 第22話（1981年、大映テレビ / TBS） - 石渡[6]
- 影の軍団シリーズ（KTV）
  - 影の軍団II（1981年）
  - 影の軍団III 第7話（1982年）
- ひまわりの歌 第19話（1982年、TBS）
- 魔拳!カンフーチェン（1983年、YTV）
- 激闘!カンフーチェン（1983年、YTV） - 叶拳児 役[7]
- あんみつ姫（1983年、CX）
- ぐうたらママ（1983年、CX）
- 昨日、悲別で（1984年、NTV）
- 俺たちの熱い風（1984年、NTV）
- 素晴らしきサーカス野郎（1984年、日本テレビ）
- 月曜ドラマランド・仮面の忍者 赤影（1985年、フジテレビ）
- 意地悪ばあさん（1989年、CX）
- シャドウ商会変奇郎（1996年、ANB）
- ボディーガード（1997年、ANB） - 呉
- 十津川警部シリーズ「丹後殺人迷路」（1997年、TBS） - 和田広志
- Gメン'75SP（2000年、TBS） - 野田刑事 役[7]
- はぐれ刑事純情派13（2000年、日本テレビ） - 清水 役[7]

### 特撮テレビドラマ
- スーパー戦隊シリーズ
  - 秘密戦隊ゴレンジャー（1976年 - 1977年） - アオレンジャー[注釈 3][2][4]、アカレンジャー（代役）[注釈 3][2][4]、仮面怪人[注釈 3]
  - ジャッカー電撃隊（1977年） - スペードエース[注釈 3][4]、ビッグワン[注釈 3][2][4]など
  - バトルフィーバーJ（1979年） - カットマン人間体
  - 電子戦隊デンジマン（1980年） - 死神党員
  - 太陽戦隊サンバルカン（1981年） - バルイーグル（代役[8]）[注釈 3]、クモモンガー人間体
  - 大戦隊ゴーグルファイブ（1982年） - 若者
  - 超電子バイオマン（1984年 - 1985年） - メカクローン1号[注釈 4]、バイオハンター・シルバ[注釈 3][2]
  - 電撃戦隊チェンジマン（1985年 - 1986年） - 副官ブーバ
  - 超新星フラッシュマン（1986年 - 1987年） - 英雄タイタン[注釈 3]、ボー・ガルダン
  - 光戦隊マスクマン（1987年 - 1988年） - 地帝忍オヨブー
  - 超獣戦隊ライブマン（1988年 - 1989年） - 嵐 / ドクター・アシュラ
  - 鳥人戦隊ジェットマン（1991年） - 剣士
  - 恐竜戦隊ジュウレンジャー（1992年 - 1993年） - ヤマト族国王
  - 五星戦隊ダイレンジャー（1993年 - 1994年） - ゴーマ四天王・東方天
  - 忍者戦隊カクレンジャー（1994年 - 1995年） - 霧隠才蔵、マンガの中の刺客・剣の鬼
  - 超力戦隊オーレンジャー（1995年 - 1996年） - 丹下左膳、バラナイトメア[注釈 5]
  - 激走戦隊カーレンジャー（1996年 - 1997年） - バスの運転手、シグナルマン（アップ用）[注釈 6][注釈 3][2]、シグナルマン（アクション用）[9]
  - 救急戦隊ゴーゴーファイブ（1999年 - 2000年） - 道場の師範代 役
  - 未来戦隊タイムレンジャー（2000年 - 2001年） - ロンダー刑務所の職員 役
  - 忍風戦隊ハリケンジャー（2002年 - 2003年） - サーガイン[注釈 4][2]、滑空忍者ムササビスタル[注釈 4]、御前様の父
  - 爆竜戦隊アバレンジャー（2003年 - 2004年） - 暗黒の使徒ガイルトン[10]、暗黒の鎧[11]
  - 特捜戦隊デカレンジャー（2004年 - 2005年） - エージェント・アブレラ[注釈 3][2]、アラドン星人ギャンジャバ[注釈 5]
  - 獣拳戦隊ゲキレンジャー（2007年） - 源さん 役
  - 海賊戦隊ゴーカイジャー（2011年） - アカレンジャー[注釈 3]
- メタルヒーローシリーズ
  - 宇宙刑事ギャバン（1982年） - 魔空空間の侍 役
  - 宇宙刑事シャリバン（1983年） - 伊賀幸一、タカギ（第46話） 役
  - 宇宙刑事シャイダー（1984年） - 安男 / 水棲人
  - 機動刑事ジバン（1989年） - オオカミノイド人間態
  - 特警ウインスペクター（1990年） - 奥田 役
  - 特救指令ソルブレイン（1991年） - 谷村 役
  - 特捜エクシードラフト（1992年） - 刑事 役
  - 特捜ロボ ジャンパーソン（1993年） - SS-N戦闘隊長・赤竜
  - ブルースワット（1994年） - 内村雅也 役
  - 重甲ビーファイター（1995年） - ガルマ次元人マッスル[注釈 4]
- アクマイザー3（1975年 - 1976年） - ザビタン（代役）[注釈 3][2][4]
- 超神ビビューン（1976年 - 1977年） - ビビューン（代役）[注釈 3][2][4]
- スパイダーマン（1978年 - 1979年）
- メガロマン（1979年） - インベーダー
- 仮面ライダーBLACK RX（1989年） - タクシーの客 役
- 超光戦士シャンゼリオン 第4話（1996年） - 警官 役
- 牙狼＜GARO＞〜MAKAISENKI〜 （2011年） - 人斬り右京 役
- 牙狼-GARO- 〜闇を照らす者〜 第13話（2013年） - 議員 役
- 非公認戦隊アキバレンジャー シーズン痛 第8話（2013年） - 本人役[7]

### 映画
- トラック野郎（1978年）[7]
- 真田幸村の謀略（1979年）[7]
- 二百三高地（1980年）[7]
- 青春の門（1981年/1982年）[7]
- 上海バンスキング（1984年）[7]
- イン・ザ・ヒーロー（2014年） - 忍者 役[7]
- スーパー戦隊シリーズ
  - 劇場版 電撃戦隊チェンジマン（1985年） - 副官ブーバ
  - 劇場版 電撃戦隊チェンジマン シャトルベース!危機一髪!（1985年） - 副官ブーバ
  - 劇場版 超新星フラッシュマン 大逆転!タイタンボーイ（1987年） - 英雄タイタン[注釈 3]
  - 劇場版 光戦隊マスクマン（1987年） - 地底忍オヨブー
  - 劇場版 超力戦隊オーレンジャー（1995年） - 風船売り
  - 忍風戦隊ハリケンジャー シュシュッと THE MOVIE（2002年） - 五の槍サーガイン[注釈 4]
  - 爆竜戦隊アバレンジャー DELUXE アバレサマーはキンキン中!（2003年） - 暗黒の騎士、次元の流れ者ガルヴィディ[要出典][注釈 3]
  - 特捜戦隊デカレンジャー THE MOVIE フルブラスト・アクション（2004年） - エージェント・アブレラ[要出典][注釈 3]、アルゴル星人ウインスキー[注釈 7]
  - ゴーカイジャー ゴセイジャー スーパー戦隊199ヒーロー大決戦（2011年） - ビッグワン[注釈 3][2]、シグナルマン[12][注釈 3]
- 仮面ライダー×スーパー戦隊 スーパーヒーロー大戦（2012年） - アカレンジャー[13]

### Vシネマ
- スーパー戦隊シリーズ
  - 激走戦隊カーレンジャーVSオーレンジャー（1997年） - シグナルマン[要出典][注釈 6][注釈 3]
  - 百獣戦隊ガオレンジャーVSスーパー戦隊（2001年） - ビッグワン[14]
  - 忍風戦隊ハリケンジャーVSガオレンジャー（2003年） - 五の槍サーガイン[注釈 4]
  - 爆竜戦隊アバレンジャーVSハリケンジャー（2004年）
  - 特捜戦隊デカレンジャーVSアバレンジャー（2005年） - エージェント・アブレラ[要出典][注釈 3]
  - 忍風戦隊ハリケンジャー 10 YEARS AFTER（2013年） - 分身（バット）[注釈 3]

### 戦隊ヒーローショー

#### 後楽園遊園地・野外劇場
- バトルフィーバーJ（1979年） - バトルジャパン[注釈 3][2]
- 電子戦隊デンジマン（1980年） - デンジレッド[注釈 3][2]
- 太陽戦隊サンバルカン（1981年） - バルイーグル[注釈 3][2]
- 大戦隊ゴーグルファイブ（1982年） - ゴーグルレッド[注釈 3][2]
- 科学戦隊ダイナマン（1983年） - ダイナレッド[注釈 3][2]
- 超電子バイオマン（1984年） - レッドワン[注釈 3][2]
- 電撃戦隊チェンジマン（1985年） - 副官ブーバ
- 超新星フラッシュマン（1986年）
- 光戦隊マスクマン（1987年） - 地底忍オヨブー
- 超獣戦隊ライブマン（1988年） - ドクター・アシュラ
- 高速戦隊ターボレンジャー（1989年） - 流れ暴魔ヤミマル
- 地球戦隊ファイブマン（1990年） - 銀河剣士ビリオン
- 鳥人戦隊ジェットマン（1991年） - 裏次元公爵ラディゲ
- 恐竜戦隊ジュウレンジャー（1992年）
- 五星戦隊ダイレンジャー（1993年） - シャダム中佐
- 忍者戦隊カクレンジャー（1994年） - 講釈師、貴公子ジュニア
- 超力戦隊オーレンジャー（1995年）
- 激走戦隊カーレンジャー（1996年） - シグナルマン[注釈 4]
- 電磁戦隊メガレンジャー（1997年） - Dr.ヒネラー
- 星獣戦隊ギンガマン（1998年）
- 救急戦隊ゴーゴーファイブ（1999年） - ライティ

#### 後楽園遊園地・スカイシアター
- 未来戦隊タイムレンジャー（2000年） - ダンテ、コウモリ怪人
- 百獣戦隊ガオレンジャー（2001年） - 護鬼
- 忍風戦隊ハリケンジャー（2002年）
- 爆竜戦隊アバレンジャー（2003年） - シャドー、ショー冒頭ナレーション
- 特捜戦隊デカレンジャー（2004年） - デカグリーンの声、ドギー・クルーガーの声
- 魔法戦隊マジレンジャー（2005年） - ウルザードの声
- 轟轟戦隊ボウケンジャー（2006年） - 大神官ガジャ
- 獣拳戦隊ゲキレンジャー（2007年） - 声の出演
- 炎神戦隊ゴーオンジャー（2008年） - 声の出演

#### 後楽園遊園地・シアターGロッソ
- 侍戦隊シンケンジャー（2009年） - 声の出演
- 天装戦隊ゴセイジャー（2010年） - 怪人ほか
- 海賊戦隊ゴーカイジャー（2011年） - 副官ブーバ[2]
- 特命戦隊ゴーバスターズ（2012年） - 声の出演
- 獣電戦隊キョウリュウジャー（2013年） - 声の出演
- 烈車戦隊トッキュウジャー（2014年） - 声の出演、演出（第3期）
- 手裏剣戦隊ニンニンジャー（2015年） - 声の出演
- 動物戦隊ジュウオウジャー（2016年） - 声の出演
- 宇宙戦隊キュウレンジャー（2017年） - 声の出演
- 快盗戦隊ルパンレンジャーVS警察戦隊パトレンジャー（2018年） - 声の出演
- 騎士竜戦隊リュウソウジャー（2019年） - 声の出演

### ゲーム
- クロックタワー3（2002年） - ハーベイ・パウエル（斧男）
- 忍風戦隊ハリケンジャー（2002年、PlayStation） - サーガイン（声の出演）

### CM
- 日本ビクター「ラテカセ」
- アリナミンA
- めいほうグループ めでたいでー「七福神篇」（2005年） - 福禄寿 役[7]

### バラエティ
- ごきげん歌謡笑劇団（2012年、NHK総合テレビ）

### イベント
- JAE NAKED LIVE「がんばろう 日本！」（2011年）
- JAE "春"プレミアムイベント 〜Jump Up!〜（2016年）

### 雑誌
- 東映ヒーローMAX （2002年）インタビュー